# Noir in Festival 2019
Le Noir in Festival 2019, 29e édition du festival, se déroule du 6 au 12 décembre 2019.

## Déroulement et faits marquants
Le 12 décembre 2019, le palmarès est dévoilé, et le film Bacurau de Kleber Mendonça Filho et Juliano Dornelles remporte le prix du meilleur film.

## Jury
- Lucia Mascino, actrice
- Patricia Mazuy, réalisatrice
- Mira Staleva, productrice et directrice du Festival international du film de Sofia

## Sélection

### En compétition officielle
- Intrigo: Dear Agnes de Daniel Alfredson  Allemagne  Suède
- 4x4 de Mariano Cohn  Argentine
- Le Lac aux oies sauvages de Diao Yi'nan  Chine
- The Beast de Lee Gong-ho  Corée du Sud
- Bacurau de Kleber Mendonça Filho et Juliano Dornelles  Brésil
- Araña de Andrés Wood  Chili

### IULM Noir - Premio Caligari
- Gli uomini d'oro de Vincenzo Alfieri  Italie
- L'uomo del labirinto de Donato Carrisi  Italie
- L'Homme sans pitié (Lo spietato) de Renato De Maria  Italie
- Piranhas (La paranza dei bambini) de Claudio Giovannesi  Italie
- 5 est le numéro parfait (5 è il numero perfetto) de Igort  Italie
- Il ladro di giorni de Guido Lombardi  Italie
- Le Traître (Il traditore) de Marco Bellocchio  Italie

### Séances spéciales
- Intrigo: Death of an Author de Daniel Alfredson  Allemagne  Suède
- Intrigo: Samaria de Daniel Alfredson  Allemagne  Suède
- Le Troisième Homme (The Third Man) de Carol Reed  Royaume-Uni
- Stockholm requiem (STHLM Requiem) de Piodor Gustafsson et Martina Stöhr  Suède

## Palmarès

### En compétition officielle
- Prix du meilleur film : Bacurau de Kleber Mendonça Filho et Juliano Dornelles

### IULM Noir - Premio Caligari
- Premio Caligari (ex æquo) : L'Homme sans pitié (Lo spietato) de Renato De Maria et Piranhas (La paranza dei bambini) de Claudio Giovannesi